# Ashfall

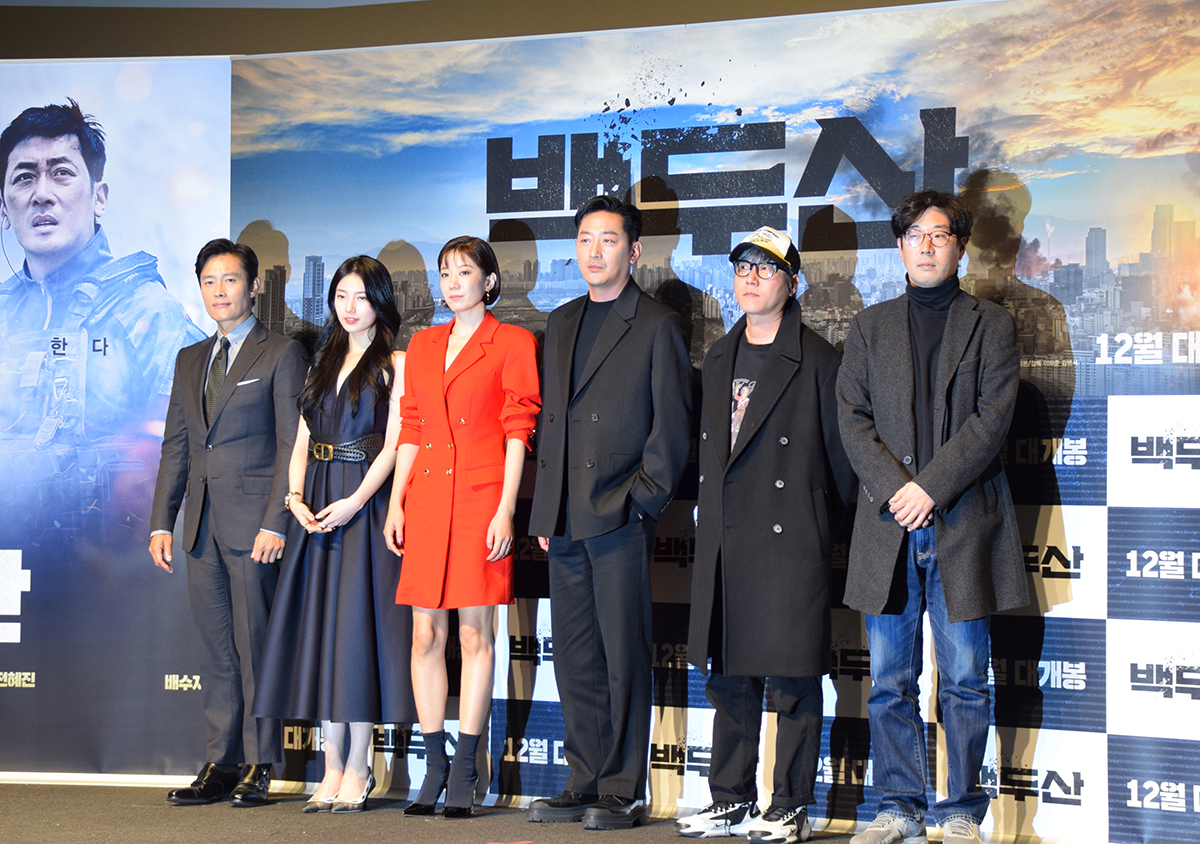
Die Besetzung und Regisseure von Ashfall bei einer Pressekonferenz im am 19. November 2019. Von links nach rechts: Lee Byung-hun, Bae Suzy, Jeon Hye-jin, Ha Jung-woo, Lee Hae-jun und Kim Byung-seo.

Ashfall (Originaltitel: Baekdusan) ist ein südkoreanischer Katastrophenfilm von Kim Byung-seo und Lee Hae-jun aus dem Jahr 2019. In den Hauptrollen sind Lee Byung-hun, Ha Jung-woo, Ma Dong-seok, Jeon Hye-jin und Bae Suzy zu sehen. Der Film handelt von dem Ausbruch des Vulkans Paektusan (revidierte Romanisierung: Baekdusan), der an der nordkoreanisch-chinesischen Grenze liegt. Ein Team südkoreanischer Experten arbeitet daran, eine Katastrophe zu verhindern.

## Handlung
An der chinesisch-nordkoreanischen Grenze kommt es zu einem überraschenden Ausbruch von Koreas höchsten Vulkan, dem Baekdusan. Dieser löst ein schweres Erdbeben in beiden Koreas aus. Seismologen warnen, dass dies nur eine Voraberuption sei und eine Supereruption noch bevorstünde. Die südkoreanische Regierung leitet sofort Notmaßnahmen ein. Der koreanisch-amerikanische Seismologe Kang Bong-rae, auch Robert genannt, sagt, es gäbe eine Möglichkeit, die Eruption aufzuhalten. Die Erfolgsaussichten seien jedoch gering. Eine nukleare Explosion unter dem Vulkan soll den Druck durch das Magma nehmen.
Die Denuklearisierung Nordkoreas ist derweil im Gange und die letzten sechs mit Kernwaffen ausgestatteten Interkontinentalraketen sollen an die USA übergeben werden. Südkorea plant unter der Beraterin des Präsidenten, Jeon Yoo-kyung, ein Team nach Nordkorea zu schicken, das sich mit dem Informanten Ri Jun-pyeong treffen soll, der weiß, wo sich die Raketen befinden. Ein Team von Experten soll diese entschärfen. Unter anderem wird dafür der Sprengstoff-Experte Jo In-chang angeheuert. Dieser würde am nächsten Tag aus dem Militär entlassen. Widerwillig nimmt er an der Mission teil. Seine Gedanken sind bei seiner Frau Ji-young, die im Endstadium ihrer Schwangerschaft ist. Er sagt ihr nicht, dass er nach Nordkorea geschickt wird.
Die Mission nach Nordkorea beginnt schlecht. Das Flugzeug der militärischen Einheit stürzt ab. Somit verbleibt nur noch die technische Einheit. Jo In-chang wird vom Einsatzleiter zum Kapitän der Einheit gemacht. Sie können Ri in einem nordkoreanischen Gefängnis aufspüren. Dieser führt das Team in die Basis, wo die Raketen aufbewahrt werden. Dabei werden sie allerdings von Amerikanern angegriffen, die sie für nordkoreanische Soldaten halten. In Seoul übernimmt derweil das US-Militär die Führung und widerspricht dem Plan der Südkoreaner. Die Raketen müssten an die USA übergeben werden.
Doch Jeon Yoo-kyung führt die Mission im Geheimen weiter. Jos Truppe kann die Bomben entschärfen, das Uran in ihren eigenen Sprengstoffkörper packen und die Amerikaner zunächst abschütteln. Doch Ri Jun-pyeong hat andere Pläne. Er will das Uran an chinesische Gangster übergeben, im Gegenzug wird er mit seiner Tochter nach China eskortiert. Nach einigem Hin und Her überlässt er jedoch Jo den Sprengstoff, während er sich alleine zu seiner Tochter macht. Doch ohne das Uran ist er für die Gangster wertlos und wird angeschossen. Doch dann kommt Jo. Der Plan von Kang Bong-rae hat sich geändert und er benötigt die Karte, die nur Jo hat. Er aktiviert den Sprengstoff. Daraufhin ziehen sich die Gangster und die amerikanischen Soldaten zurück. Jo und Ri haben so nur wenig Zeit, die Bombe in den Minen des Baekdusan zu platzieren. Im letzten Moment schüttelt Ri Jo ab. Jo solle sich um seine Tochter kümmern. Er sei der einzige, dem er noch vertraue. Widerwillig flüchtet Jo vom Baekdusan während die Sprengköpfe detonieren. Ein weiteres Erdbeben bleibt somit aus.
Ein Jahr später lebt Jo gemeinsam mit Ji-young und ihrem Sohn sowie Ris Tochter in einem Seouler Apartment. In den Nachrichten ist zu hören, dass der Wiederaufbau der Koreanischen Halbinsel weiter voranschreitet.

## Rezeption
Ashfall lief am 19. Dezember 2019 in den südkoreanischen Kinos an und erreichte über 8,2 Millionen Zuschauer.